# Teodor Herța
Teodor Herța (n. 2 februarie 1891, în comuna Alcedar, județul Orhei- d. secolul al XX-lea), agricultor, deputat în Sfatul Țării, organismul care a exercitat puterea legislativă în Republica Democratică Moldovenească, în perioada 1917-1918.

## Biografie
Teodor Herța s-a născut în comuna Alcedar, jud. Orhei, în data de 2 februarie 1891. A fost agricultor, dar și deputat în Sfatul Țării, în perioada 1917-1918.:p. 71

## Activitatea politică
Fost deputat în „Sfatul Țării", în care calitate a participat la lucrările istoricei adunări ca reprezentant al alegătorilor țărani din jud. Orhei, votând unirea Basarabiei cu România, alături de ceilalți patrioți moldoveni.: p. 71